# فرآیندهای قلابدار شدن دنده‌ها

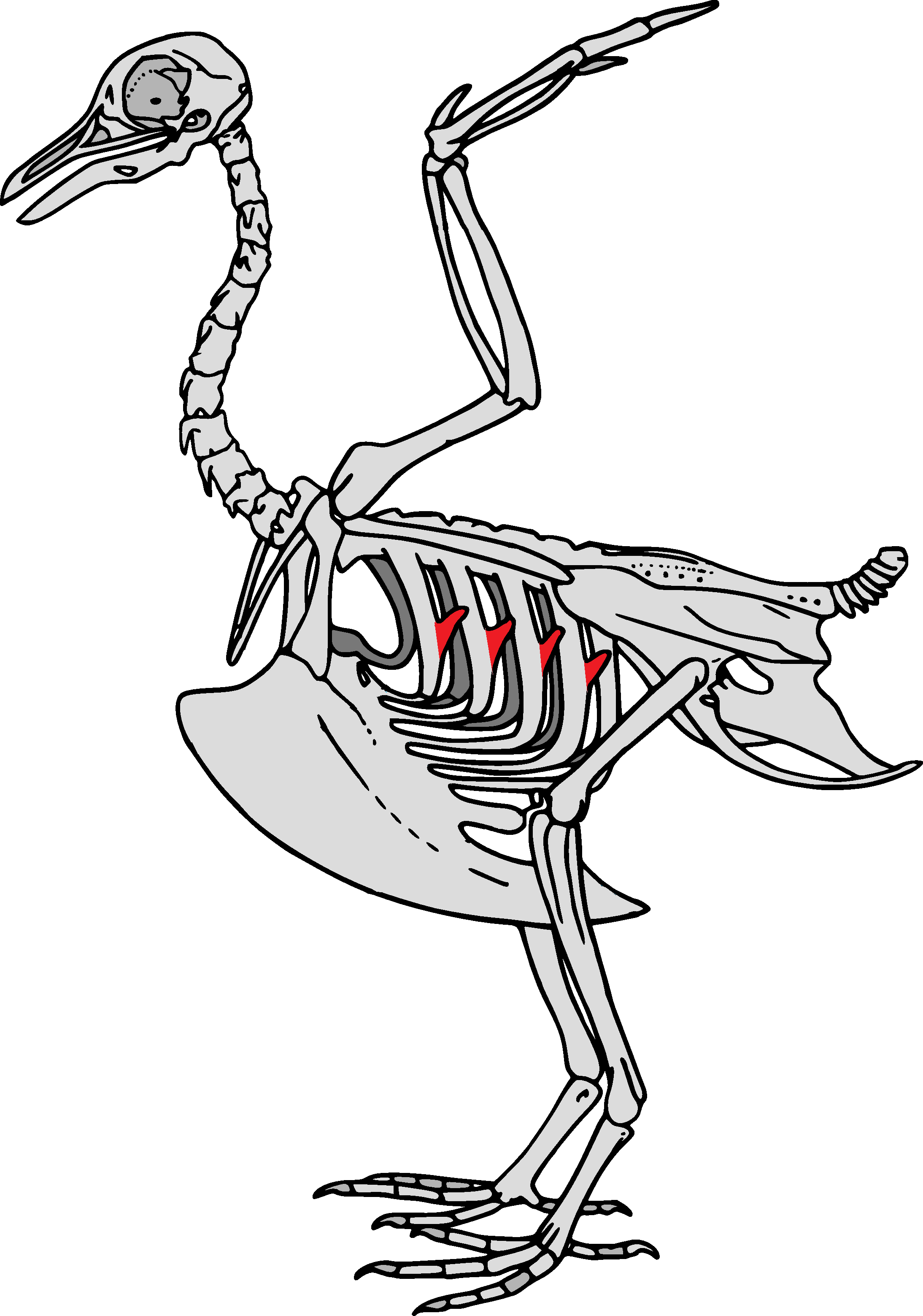
این اسکلت پرنده تلطیف شده فرآیندهای غیرسنگی را برجسته می‌کند

فرآیندهای قلابدار شدن دنده‌ها (به انگلیسی: Uncinate processes of ribs) امتداد استخوانی هستند که به صورت دمی از بخش عمودی هر دنده بیرون می‌زند. (Uncinate به معنی قلاب از لاتین uncinatus، از uncinus , barb، از uncus به معنی قلاب است. آنها در پرندگان (به جز فریادکشان)، خزندگان و دوزیستان اولیه Ichthyostega یافت می‌شوند.